# قطعنامه ۱۶۴۶ شورای امنیت
قطعنامه ۱۶۴۶ شورای امنیت سازمان ملل متحد که در تاریخ ۲۰ دسامبر ۲۰۰۵ تصویب شد، سندی بین‌المللی دربارهٔ ایجاد صلح پس از درگیری است. این قطعنامه طی نشست ۵۳۳۵ام با ۱۳ رای موافق، ۰ مخالف و ۲ ممتنع تصویب شد.